# Thomas Roy Brahana
Thomas Roy Brahana (* 26. Juni 1926 in Champaign (Illinois); † 28. März 2021 in Athens (Georgia)) war ein US-amerikanischer Mathematiker.
Brahana, der Sohn des Mathematikers Henry Roy Brahana, studierte an der University of Illinois mit dem Bachelor-Abschluss 1947 und an der  University of Michigan mit dem Master-Abschluss 1950 und der Promotion bei Raymond Louis Wilder 1955 (The Local Betti Numbers in Topological Product Spaces). Er war 1953/54 Instructor am Dartmouth College und wurde 1953 Assistant Professor an der University of Georgia, an der er später Professor wurde. 1991 wurde er emeritiert.
1957/58 war er am Institute for Advanced Study. 1971/72 war er Fulbright Lecturer an der  Universität Zagreb.
Er befasste sich mit algebraischer Topologie und Geometrie.
Brahana heiratete 1951 und hatte vier Kinder. Er verfasste ein Buch über Reiseerfahrungen und Tipps für Wissenschaftler.